# ストロングスタイル (お笑いコンビ)
ストロングスタイルは、宮城県在住の男性2人によるお笑いコンビ。お笑い集団ティーライズに所属する。落語芸術協会仙台事務所および漫才協会会員。

## メンバー
- 伊藤隆（いとう たかし、1984年2月22日 - ）
  - ボケ担当、立ち位置は向かって左。
  - 宮城県仙台市出身。
  - 東北高等学校卒業。高校時代はサッカー部に所属しており、南葛SC・今野泰幸の1年後輩にあたる。
  - 2017年9月に結婚[1]。

- 糸賀清和（いとが きよかず、1983年10月24日 - ）
  - ツッコミ担当、立ち位置は向かって右。
  - 宮城県多賀城市出身。
  - プロレスラー・蝶野正洋の物真似を看板芸とする。

## 来歴
糸賀は2000年10月にティーライズへ加入して、当初は「ダンサブル」というグループで活動するものの解散し、続いて「TUT」というコンビを結成して活動したもののそれも解散した。その後、糸賀は単独での活動に転じ、蝶野正洋の物真似を看板芸として小蝶野正洋という芸名としても活動し、フジテレビ『とんねるずのみなさんのおかげでした』におけるコーナー「博士と助手〜細かすぎて伝わらないモノマネ選手権〜」に出演したり、『ゴールデンライン: 糸賀清和のお笑いシングルマッチ』（ラジオ3）などといったラジオ番組のパーソナリティーを務めていた。また、2005年4月には同じ事務所に所属するセカンドステージの佐藤純（純☆レジェンド）がリーダーを務める「CREW」というグループに参加して、2006年2月までに全4回のグループ単独公演を行い、2006年5月には「CREW」の後続となる「C☆NEXT」というグループに引き続き参加して、2008年2月のグループ解散までに全9回のグループ単独公演を行った。
2008年12月に糸賀は伊藤とコンビを結成し、単独での活動と並行して「ストロングスタイル」と名乗ってのコンビ活動を開始する。伊藤はそれ以前には「ガキ大将」というコンビで活動していて、東日本放送『突撃!ナマイキTV』にコンビで出演したり、ミヤギテレビ『OH!バンデス』における「お笑いスター育成プロジェクト」というコーナーに出演していたこともあり、以前にも糸賀とは「CREW」のメンバーとして共に活動したことがあった。2009年4月からは東日本放送『突撃!ナマイキTV』にコンビでリポーターとして出演するようになり、最近では関東方面へも活動を広げている。2017年12月には同じ所属事務所のニードルと純☆レジェンドと共に「センダイネクストジョリー」という5人組グループを結成し、2018年1月から不定期でグループによる単独公演を行っている。 
糸賀は小蝶野正洋を名乗って西口プロレスに出演していたほか、2013年12月までは西口プロレスの若手興行である西口ドアで悪役レスラー軍団「nwd軍」（「nWo」のパロディー）のリーダーとして軍団員を率いて出演し、2011年12月には再びフジテレビ『とんねるずのみなさんのおかげでした』におけるコーナー「博士と助手〜細かすぎて伝わらないモノマネ選手権〜」にアントニオ小猪木らと共に出演している。また、2012年8月にCLIFF EDGEが発表したシングル曲『Believe ～夢のカケラ～』のビデオクリップに生徒役・小蝶野正洋として、先生役の蝶野正洋と共に出演している。
2013年以降は糸賀が腰を痛めたこともあり、コンビでの活動が増えている。

## 出演作品
（糸賀単独での出演は除く）

### テレビ
- 『サンドの笑福2009新春初売SP』（東北放送、2009年1月1日）
- 『裏影』（東日本放送、2009年2月 - 3月）
- 『突撃!ナマイキTV』（東日本放送） リポーター不定期出演
- 『倉庫で××』（J:COM仙台キャベツ、2009年7月 - 2011年3月）
- 『サンドのぼんやり〜ぬTV』（東北放送、2009年10月・2019年1月11日）
- 『年末クリスマスSP! ダンカン三又の地下放送』（東日本放送、2013年12月25日）
- 『初売り情報番組 未知ノ国守ダッチャー 「奥さん、夢見る主婦じゃいらんねぇべや」の巻』 （東日本放送、2013年12月31日）リポーター
- 『櫻井有吉アブナイ夜会』（TBS、 2014年7月10日放送分）
- 『8bang!』（仙台放送、2014年10月25日放送分）
- 『仙台初売りダッチャー!』（東日本放送、2014年12月31日・2015年12月31日・2016年12月31日）
- 『宮城!やっぺぇTV▽届けたい、ありがとう! ～“あのとき”の気持ちを、もう一度～』（NHK総合、 2016年3月9日）
- 『アルヨお歳暮特大号2017』（東日本放送、2017年12月2日）
- 『初売りワンワン』（東日本放送、2017年12月31日）
- 『令和最初の仙台初売り』（東日本放送、2019年12月31日）
- 『カミナリの新春・初売りTV2020』 （東北放送、2020年1月1日）
- 『初売りぎゅーぎゅー』（東日本放送、2020年12月31日）
- 『お笑い合戦 独眼竜カミナリ』（東日本放送、2022年3月13日・2022年3月27日放送分）

### ラジオ
- 『お笑い地産地消バラエティ ゲラゲラ45』（東北放送、2010年）
- 『ゴールデンライン: ストロングスタイルのお笑いタッグマッチ』（ラジオ3、2009年1月 - ）
- 『WAONイギナリラジオ』　（fmいずみ、2010年7月）
- 『喫茶DEナイト』 （エフエム山形、2012年）
- 『サンドウィッチマンの天使のつくり笑い』（NHKラジオ第1） 2015年8月4日放送分にゲスト出演、同年12月からはレギュラー出演

### テレビドラマ
- 風のふく島 第10話（2025年3月15日、テレビ東京） - 本田さん 役（伊藤）[6]

## 関連商品
DVD
- 『仙芸フリーク』[7] （合同会社ティーライズ、2020年8月）